# La lengua de las mariposas
La lengua de las mariposas is een Spaanse film uit 1999, geregisseerd door José Luis Cuerda.

## Verhaal
Op zijn eerste schooldag is de achtjarige Moncho zo bang voor zijn leraar Don Gregorio dat hij het nabijgelegen bos in vlucht. Ondanks zijn autoritaire uiterlijk, blijkt de schoolmeester een vriendelijke, vrijdenkende Republikein te zijn. De jongen brengt veel van zijn tijd door met de oudere Gregorio op het Galicische platteland en geniet van de wonderen van de natuur. Zijn zorgeloze leven verandert volledig, wanneer de fascisten de stad binnenkomen.

## Rolverdeling
| Acteur                | Personage    |
| --------------------- | ------------ |
| Fernando Fernán Gómez | Don Gregorio |
| Manuel Lozano         | Moncho       |
| Uxía Blanco           | Rosa         |
| Gonzalo Uriarte       | Ramón        |
| Alexis de los Santos  | Andrés       |
| Jesús Castejón        | D. Avelino   |
| Guillermo Toledo      | O'Lis        |
| Elena Bagutta         | Carmiña      |
| Tamar Novas           | Roque        |

## Ontvangst

### Recensies
Op Rotten Tomatoes geeft 96% van de 25 recensenten de film een positieve recensie, met een gemiddelde score van 7,29/10. Website Metacritic komt tot een score van 69/100, gebaseerd op 23 recensies, wat staat voor "Generally favorable reviews" (over het algemeen gunstige recensies)

### Prijzen en nominaties
Een selectie:
| Jaar | Evenement                      | Categorie                | Genomineerde                                          | Resultaat   |
| ---- | ------------------------------ | ------------------------ | ----------------------------------------------------- | ----------- |
| 2000 | Premios Goya (14de uitreiking) | Beste film               | La lengua de las mariposas                            | Genomineerd |
| 2000 | Premios Goya (14de uitreiking) | Beste regisseur          | José Luis Cuerda                                      | Genomineerd |
| 2000 | Premios Goya (14de uitreiking) | Beste acteur             | Fernando Fernán Gómez                                 | Genomineerd |
| 2000 | Premios Goya (14de uitreiking) | Beste debuterend acteur  | Manuel Lozano                                         | Genomineerd |
| 2000 | Premios Goya (14de uitreiking) | Beste bewerkt scenario   | Rafael Azcona                                         | Gewonnen    |
| 2000 | Premios Goya (14de uitreiking) | Beste camerawerk         | Javier G. Salmones                                    | Genomineerd |
| 2000 | Premios Goya (14de uitreiking) | Beste montage            | Nacho Ruiz Capillas                                   | Genomineerd |
| 2000 | Premios Goya (14de uitreiking) | Beste artdirector        | Josep Rosell                                          | Genomineerd |
| 2000 | Premios Goya (14de uitreiking) | Beste productiemanager   | Emiliano Otegui                                       | Genomineerd |
| 2000 | Premios Goya (14de uitreiking) | Beste geluid             | Daniel Goldstein, Ricardo Steinberg, Patrick Ghislain | Genomineerd |
| 2000 | Premios Goya (14de uitreiking) | Beste kostuums           | Sonia Grande                                          | Genomineerd |
| 2000 | Premios Goya (14de uitreiking) | Beste grime en haarstijl | Ana López Puigcerver, Teresa Rabal                    | Genomineerd |
| 2000 | Premios Goya (14de uitreiking) | Beste filmmuziek         | Alejandro Amenábar                                    | Genomineerd |